# سوزاندن کلش
سوزاندن کلش یا کلش‌سوزی انگلیسی: Stubble burning) عبارت است از آتش زدن عمدی کلش کاهی که پس از برداشت غلات مانند برنج و گندم برجای می‌ماند. این تکنیک هنوز هم امروزه رایج است.
سوزاندن کلش پیامدهای مثبت و منفی دارد.

### اثرات سودمند
- ارزان‌تر و آسان‌تر از دیگر روش‌های حذف
- به مبارزه با آفات و علف‌های هرز کمک می‌کند
- می‌تواند گره نیتروژنی را کاهش دهد[۱]

### اثرات زیان‌بار
- از دست دادن مواد مغذی
- آلودگی ناشی از دود[۲] از جمله گازهای گلخانه‌ای و گازهای دیگری که به لایه اوزون آسیب می‌رسانند
- آسیب به تجهیزات الکتریکی و الکترونیکی از نخ‌های شناور زباله‌های رسانا
- خطر گسترش غیرقابل کنترل آتش‌سوزی[۳]

### جایگزینی برای سوزاندن کلش
بقایای کشاورزی می‌تواند کاربردهای دیگری مانند تخته خرده چوب و سوخت زیستی داشته باشد، اگرچه این کاربردها نیز می‌تواند مشکلاتی مانند فرسایش و از دست دادن مواد مغذی را ایجاد کند.
سمپاشی آنزیمی که کلش را به کود مفید تجزیه می‌کند، خاک را بهبود می‌بخشد، از آلودگی هوا جلوگیری می‌کند و از انتشار دی‌اکسید کربن جلوگیری می‌کند.
چندین شرکت در سراسر جهان از پسماندهای کشاورزی برجای مانده برای تولید محصولات جدید بهره‌گیری می‌کنند. زباله‌های کشاورزی می‌توانند به عنوان مواد خام برای کاربردهای جدید مانند کاغذ و مقوا، روغن‌های زیستی، چرم، وسایل یکبار مصرف پذیرایی، سوخت و پلاستیک به کار روند.